# Hamidiye (Pozantı)
Hamidiye ist ein Ortsteil (Mahalle) im Landkreis Pozantı der türkischen Provinz Adana mit 824 Einwohnern (Stand: Ende 2024). Im Jahr 2011 hatte Hamidiye 825 Einwohner.